# El Aire (Granada)
El Aire es una localidad y pedanía española perteneciente al municipio de Albolote, en la provincia de Granada, comunidad autónoma de Andalucía. Está situada en la parte septentrional de la comarca de la Vega de Granada. Limítrofe a esta localidad se encuentra El Chaparral, y un poco más alejados están los núcleos de Monteluz, Albolote capital, Pretel, Peligros, Calicasas y Parque del Cubillas.

## Demografía

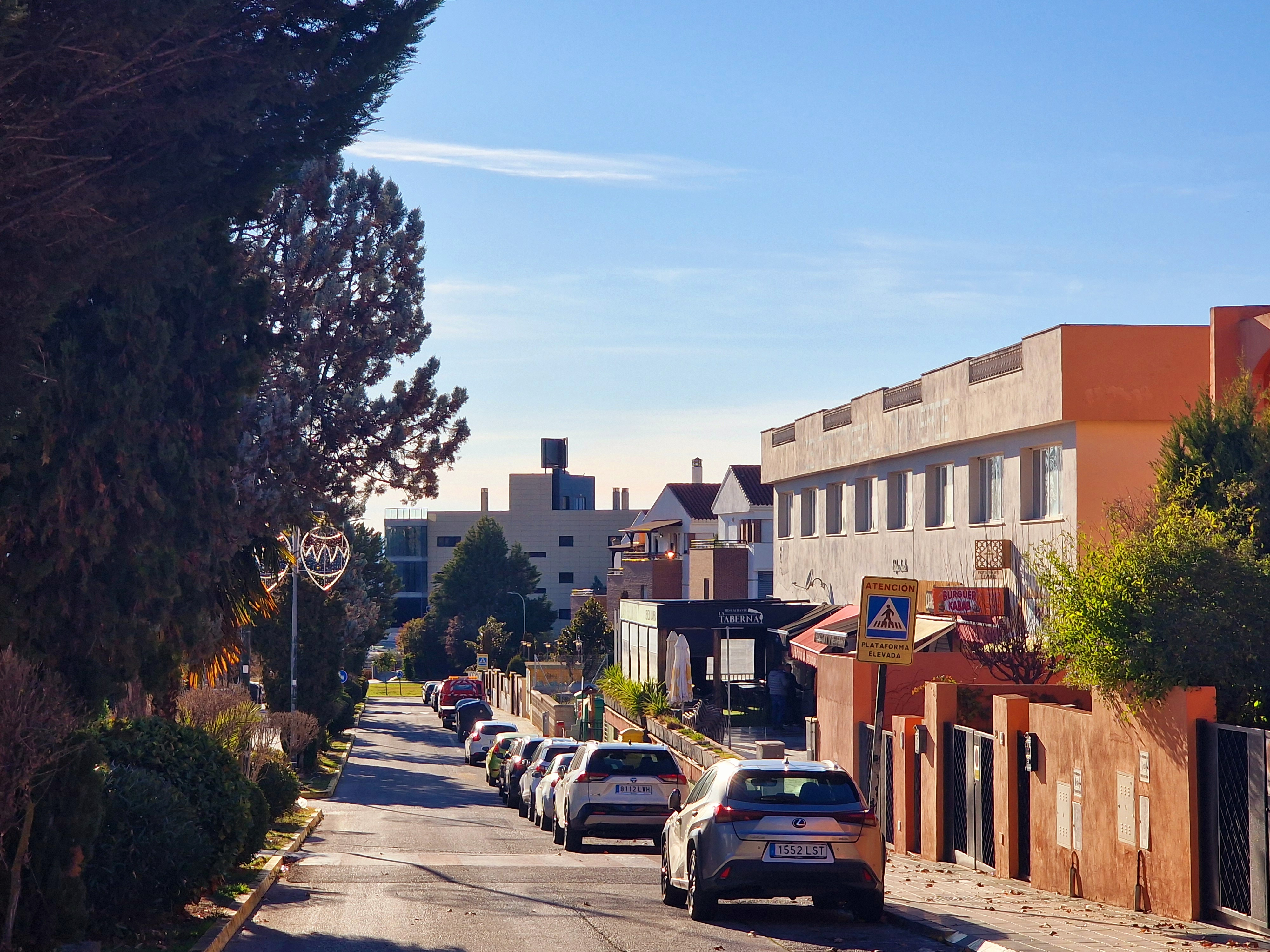
Avenida de la Hiedra

Según el Instituto Nacional de Estadística de España, en el año 2024 El Aire contaba con 2 331 habitantes censados, lo que representa el 11,9% de la población total del municipio.

### Evolución de la población
| Gráfica de evolución demográfica de El Aire entre 2014 y 2024 |
|                                                               |
| Datos según el nomenclátor publicado por el INE.              |

## Comunicaciones

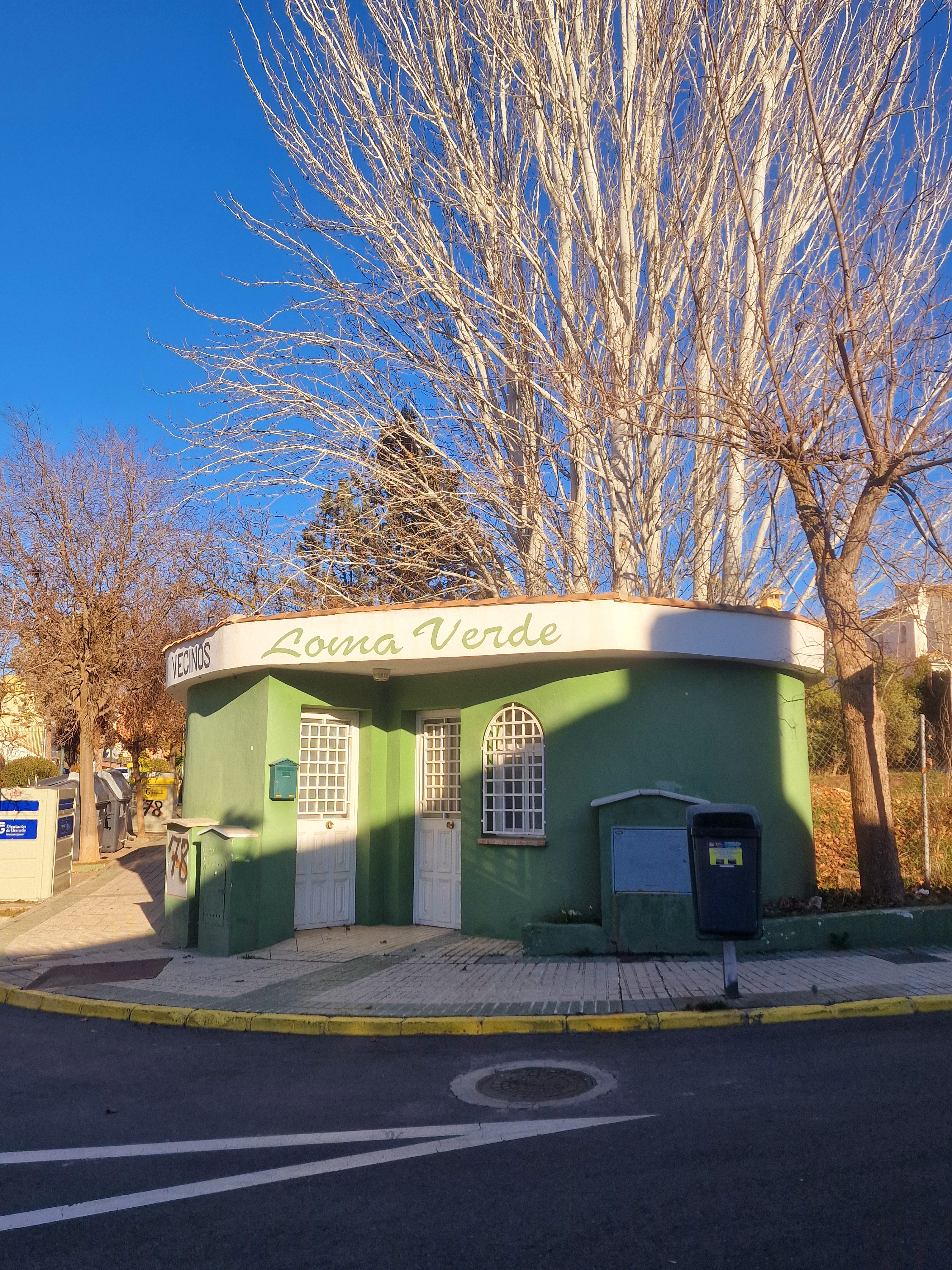
Entrada a la urbanización de Loma Verde, en El Aire

### Carreteras
Las principales vías de comunicación que transcurren junto a esta localidad son:
| Identificador | Denominación              | Itinerario                    |
| ------------- | ------------------------- | ----------------------------- |
| GR-30         | Circunvalación de Granada | El Chaparral - Villa de Otura |
| A-92          | Autovía A-92              | Sevilla - Almería             |

Algunas distancias entre El Aire y otras ciudades:
| Ciudades | Distancia (km) |
| -------- | -------------- |
| Albolote | 3              |
| Granada  | 12             |
| Jaén     | 81             |
| Almería  | 159            |
| Murcia   | 279            |